# 室町正志
室町 正志（むろまち まさし、1950年4月10日 - ）は、東京都出身の実業家。株式会社東芝元・取締役会長兼代表執行役社長で、現在は同社特別顧問。

## 人物
1975年、早稲田大学大学院理工学研究科電気通信学専攻修士課程修了、同年東芝入社。
2004年4月に同社社内カンパニーのセミコンダクター社副社長に就任。同年6月に東芝本体の執行役常務、2005年6月に執行役上席常務、2006年6月に執行役専務、2008年6月に取締役兼代表執行役副社長にそれぞれ就任。
2012年6月に取締役を退任し常任顧問となっていたが、2013年6月の取締役復帰を経て、西田厚聰の後任として2014年6月から東芝取締役会長、2015年7月より同社取締役会長兼代表執行役社長、同年9月より会長兼務解除により同社取締役兼代表執行役社長。2016年6月23日、同特別顧問に退いた。
半導体産業研究所理事長、日本経団連企業行動委員会消費者政策部会長、国民生活センター特別顧問、日中経済協会副会長、日本国際貿易促進協会副会長、電子情報技術産業協会半導体部会長、映像産業振興機構幹部理事、消費者庁消費者教育推進会議委員、日本プロジェクト産業協議会の日本創生委員会委員などを務めた。